# Philippe Pétain

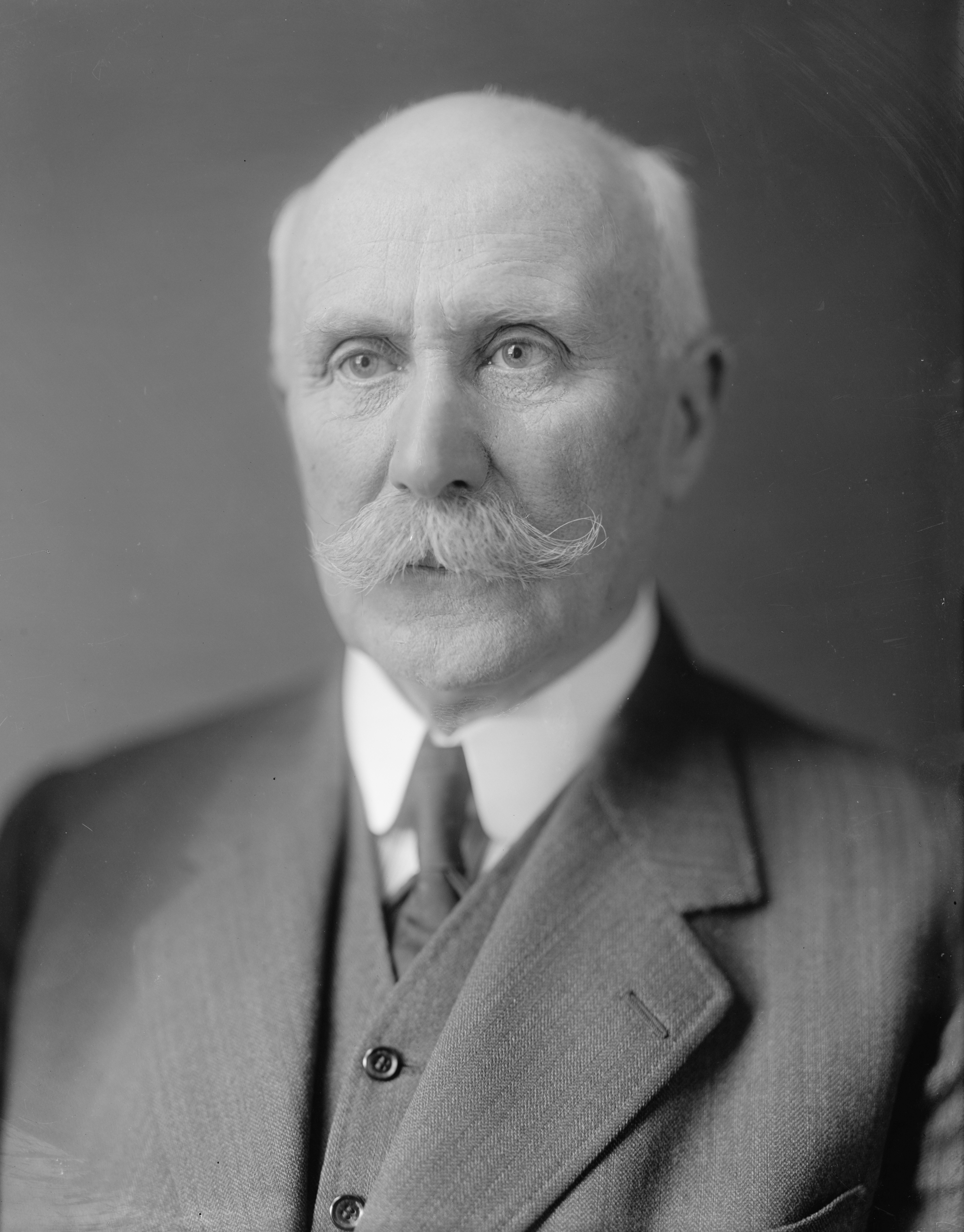
Philippe Pétain omkring 1930.

Henri Philippe Omer Pétain, född 24 april 1856 i Cauchy-à-la-Tour i Pas-de-Calais, död 23 juli 1951 på L'Île-d'Yeu i Vendée, var en fransk militär och politiker. Han var fransk statschef 1940–1944.

## Biografi
Pétain blev officer vid infanteriet 1878, överste och regementschef 1912. I augusti 1914 var Pétain en överste som inväntade pensionering, men efter krigsutbrottet befordrades han till brigadgeneral (général de brigade) den 30 augusti vid tiden för Artois-offensiven och till generalmajor (général de division à titre temporaire) den 14 september efter första slaget vid Marne. I juli 1915 gavs han befälet över 2e Armée och anförde denna under början av slaget vid Verdun. Det berömda citatet "Ils ne passeront pas!" (De kommer inte förbi!) tillskrivs ofta Pétain men yttrades av hans assistent Robert Nivelle som befordrades förbi honom för att ersätta Joseph Joffre som överbefälhavare. Efter slaget vid Verdun utropades dock Pétain som slagets segrare i Frankrike. Tyskarnas första storoffensiv i väster hade definitivt slagits tillbaka. Att tyskarna var missnöjda med slagets utgång bevisas av att Erich von Falkenhayn tvingades avgå som tysk generalstabschef till förmån för Paul von Hindenburg. Kejsardömet Tyskland hade dock inte förlorat någon terräng jämfört med före slaget.
Pétain ersatte Nivelle som överbefälhavare efter den misslyckade Nivelleoffensiven som ledde till myteri i den franska armén. Han utnämndes till marskalk av Frankrike den 21 november 1918. Efter första världskriget blev Pétain nationalhjälte och kallades ofta "Hjälten från Verdun".
Pétain blev i november 1918 medlem av Högsta krigsrådet, 1919 dess vicepresident och var 1919–1931 generalinspektör för armén. Under denna tid var han 1925 överbefälhavare i fälttåget mot Marocko 1925. 1931 blev Pétain generalinspektör för luftförsvaret med vidsträckta befogenheter. Han invaldes 1929 i Franska akademien och utgav 1929 La bataille de Verdun.
Pétain blev ambassadör i Spanien 1 mars 1939 och när Tyskland anföll Frankrike blev han 18 maj 1940 konseljpresident. Han slöt vapenstillestånd med Tyskland och Italien i juni samma år och var statschef i Vichyregimen och samtidigt överbefälhavare för de franska styrkorna från den 11 juli 1940 till den 20 augusti 1944. Pétain bildade regering och försökte bevara en viss självständighet gentemot den tyska ockupationsmakten. Han bar dock det yttersta ansvaret för samarbetspolitiken och ställdes efter andra världskriget inför rätta som landsförrädare. Han dömdes till döden, en dom som dock omvandlades till livstids fängelse av Charles de Gaulle på grund av Pétains ålder och insatser under första världskriget.
Petain avtjänade straffet i fortet på ön L'Île-d'Yeu och dog där 1951. Han är begravd på ön och fortet bevaras som ett monument.

## Utmärkelser
- Riddare av Hederslegionen[3]
- Officer av Hederslegionen[3]
- Kommendör av Hederslegionen[3]
- Storofficer av Hederslegionen[3]
- Storkors av Hederslegionen[4]
- Médaille militaire[3]
- Marskalk av Frankrike,  21 november 1918[3]
- Storkors med kedja av Karl III:s orden,  1919[5][6]
- Kambodjas kungliga orden
- Frihetskorset (Estland)
- Annamitiska drakorden
- Tjeckiska Segermedaljen
- Tapperhetskorset
- Croix de Guerre
- Militärförtjänstorden
- Spaniens militärmedalj
- Karageorgevitjs stjärnas orden
- Parrain de promotion de l'École spéciale militaire de Saint-Cyr
- Georgsorden, fjärde klass
- Belgiens interallierade segermedalj 1914–1918
- Croix de guerre 1914–1918
- Vita örnens orden
- Hederslegionens stormästare
- Minnesmedalj för kriget 1914–1918
- Distinguished Service Medal
- Frankrikes kolonialmedalj
- Sankt Mikaels och Sankt Georgsorden
- Silverkors av Virtuti Militari

[Redigera Wikidata]